# Acosmetia tristis
Acosmetia tristis là một loài bướm đêm trong họ Noctuidae.